# جيرالد هالبن
جيرالد هالبن (بالإنجليزية: Gerald Halpin)‏ هو دراج أسترالي، ولد في 30 ديسمبر 1899 في Rookwood, New South Wales ‏ في أستراليا، وتوفي في 9 يونيو 1944.

## وصلات خارجية
- جيرالد هالبن على موقع أرشيف الدراجات (الإنجليزية)
- جيرالد هالبن على موقع اللجنة الأولمبية الدولية (الإنجليزية)
- جيرالد هالبن على موقع أوليمبيديا (الإنجليزية)
- جيرالد هالبن على موقع اللجنة الأولمبية الأسترالية (الإنجليزية)